# Organização dos Arquitectos Modernos
A Organização dos Arquitectos Modernos (ODAM) foi uma organização criada por um grupo de arquitetos do Porto, e estudantes oriundos da Escola de Belas-Artes do Porto (EBAP) que existiu de 1947 a 1952.

## História

### O Problema da Casa Portuguesa
A 10 de Novembro de 1945 publica-se no semanário ALÉO o artigo "O Problema da Casa Portuguesa", que é desenvolvido em 1947 nos Cadernos de Arquitectura. Aqui, Fernando Távora faz a crítica ao "estilo português" promovido pelo Estado Novo, e caracteriza-o como um entendimento pseudohistoricista, superficial e retrógrado de formas do passado, que pretende distanciar os arquitectos de uma arquitectura que responda a necessidades contemporâneas. Em busca de uma arquitectura portuguesa do presente, Távora define uma abordagem de carácter social para o seu apuramento: o diagnóstico do meio português, o levantamento da arquitectura portuguesa existente e o conhecimento da arquitectura internacional contemporânea. Este artigo é a primeira tomada de posição a defender publicamente a produção de arquitectura moderna portuguesa, por oposição àquela fomentada pelo regime. A partir deste momento, de forma oficial e colectiva, a cultura arquitectónica do Porto inicia a ruptura com as directivas institucionais do Português suave.

### Formação da ODAM
O grupo era constituído por 37 arquitectos e estudantes de arquitectura ligados à EBAP que se dedicavam à renovação disciplinar da Arquitectura, o que marcou um momento de viragem na produção arquitectónica em Portugal. A ODAM tinha como objectivo defender e divulgar os pontos de vista profissionais da arquitectura moderna.
Este grupo irá juntar trếs gerações escolares sucessivas de profissionais, professores e estudantes de arquitectura, que apesar de formarem um conjunto heterogéneo no que diz respeito à política e cultura, estavam unidos pela falta generalizada de liberdade e autonomia disciplinar, pelo seu posicionamento moderno e por uma formação académica fortemente ligada à EBAP. A primeira geração, formada entre 1935 e 1940 é constituída por arquitectos que exercem já a actividade, com alguns elementos ligados à docência, e inclui figuras como Arménio Losa, Cassiano Barbosa, Artur Andrade,  Viana de Lima e Delfim Amorim. A segunda, constituída por arquitectos formados entre 1940 e 1945, influenciados pela estratégia pedagógica de Carlos Ramos, a exercer sem o CODA (Concurso para a Obtenção do Diploma de Arquitecto), e alguns que eram novos professores na EBAP, era a mais inovadora. A terceira geração, formada entre 1945 e 1950 era a dos membros estudantes, que seriam futuras figuras de relevo na expansão do modernismo no território português.
A ODAM afasta-se da arquitectura promovida pelo Estado Novo, que critica como retrógrada, e propõe posições mais alinhadas com o Movimento Moderno e com uma visão de utopia social identificada com ideologias das vanguardas modernas e uma reinterpretação de uma linguagem funcional e igualitária que se manifestara na Europa Central nas décadas de 20 e 30. O carácter associativo do grupo é demonstrado pelas suas actividades, bem como a participação no Sindicato Nacional dos Arquitectos, na Secção Distrital do Norte, na Revista Arquitectura, na formação escolar e na organização de eventos nacionais e internacionais.

### ODAM e ICAT
A ODAM mantinha contato com o coletivo Iniciativas Culturais Arte e Técnica (ICAT), grupo de arquitetos de Lisboa com objetivos semelhantes, que editou a revista Arquitectura e organizou as Exposições Gerais de Artes Plásticas (EGAP) em que vários arquitetos expuseram projetos de arquitetura a par das obras de artes plásticas. Em 1947 tem lugar uma visita dos arquitectos de Lisboa ao Porto, para conhecer as obras modernas produzidas pelos membros da ODAM, publicadas na revista Arquitectura n.°19 com o título "Inesperada lição de arquitectura contemporânea". Foi no contexto desta relação que tiveram origem grande parte das teses apresentadas ao I Congresso Nacional de Arquitectura.

### I Congresso Nacional de Arquitectura
Em Maio-Junho de 1948, os arquitetos  Delfim Fernandes Amorim, Viana de Lima, António Lobão Vital, António Matos Veloso, Arménio Taveira Losa, Luís José Oliveira Martins e Mário Bonito, membros da ODAM, participam no I Congresso Nacional de Arquitectura, realizado em Lisboa. Apresentam 13 teses individuais e uma tese colectiva, onde abordam questões desde as políticas habitacionais, aos meios de construção, industralização, promoção de novos materiais e estratégias de formação de novos profissionais.
No Porto, Carlos Ramos  e Joaquim Lopes criam na EBAP o Centro de Estudos de Arquitectura e Urbanismo, e convidam membros da ODAM a integrar o grupo, por forma a reformular as disciplinas do Curso Especial de Arquitectura numa versão mais vanguardista.
Esta organização foi responsável pela elaboração de uma exposição à Câmara Municipal do Porto (1949) e por uma Exposição de Arquitectura e ciclo de conferências realizadas no Ateneu Comercial do Porto (1951), onde reafirmam os seus objectivos e o papel da arquitectura moderna na construção de uma nova sociedade portuguesa. A divulgação da arquitectura moderna pelo uso de manifestos colectivos, actividades públicas, escritos,  promoção de debate e conhecimento arquitectónicos fazem-se para formar a consciếncia profissional de arquitectos e outros artistas, e para elevar os espaços de discussão de arquitectura.
Entre 1947 e 1952 dá-se o período de maior actividade de divulgação de carácter conceptual do grupo; enfatiza-se a expressividade de novas técnicas e materiais, o uso preponderante do do betão armado por motivos práticos (é nesta época mais generalizado do que o aço ou a madeira, utilizado na construção corrente, e objecto de estudos experimentais do LNEC (Laboratório Nacional de Engenharia Civil) e de plasticidade e expressão.

### Participação em conferências internacionais
Membros da ODAM participam em 1951 na criação do grupo CIAM-Portugal em 1951, liderado por Viana de Lima e Fernando Távora; este grupo participará em grupos de trabalho em 1952 e no CIAM X em 1956, para além de participações no VI Congreso Hispano-Luso de Urbanismo y de la Vivienda, em 1951, e no Troisième Congrès de l'Union Internationale des Architectes em 1953.